# Purpuryt
Purpuryt (ang. purpurite)  – minerał z klasy fosforanów bezwodnych. Nazwa pochodzi z łaciny purpura i nawiązuje do barwy minerału.

## Właściwości
Tworzy ciągły szereg izomorficzny z heterosytem (Fe3+,Mn3+)4PO4). Występuje w skupieniach zbitych, ziemistych lub drobnoziarnistych, kryształy tworzy rzadko, głównie wrosłe, niekiedy tworzy naskorupienia. Purpuryt przyjmuje barwę ciemnoróżową do purpurowej, może być również ciemnobrązowy do brązowego. Rysa jest jaśniejsza do barwy. Nieprzezroczysty, wykazuje silny pleochroizm o obserwowalnych barwach szarej i ciemnoczerwonej.

## Występowanie
Stanowi produkt utleniania lithiofilitu i tryfilinu z jednoczesnym ługowaniem litu. Występuje w strefie utleniania pegmatytów bogatych w minerały litu i fosforu. Spotykany wśród utworów hydrotermalnych, głównie w towarzystwie heterosytu i kwarcu.
Jest minerałem rzadkim. Występuje w Australii (Wodgina), Francji (Chanteloup-les-Vignes), Namibii (Usakos), Rwandzie, Portugalii (Feiteira), Niemczech (Hägendorf), Kanadzie, USA (Kalifornia, Maine, New Hampshire, Karolina Północna, Connecticut, Dakota Południowa).

## Zastosowanie
Znaczenie kolekcjonerskie, w jubilerstwie wykorzystywany bardzo rzadko.